# 洪君站
洪君站（韓語：홍군역）是朝鮮民主主義人民共和國咸鏡南道虛川郡的一個鐵路車站，属于虛川線。

## 邻近车站
虛川線
下洪君站 - 洪君站